# Aire naturelle des Outpost Wetlands
L’aire naturelle des Outpost Wetlands (anglais : Outpost Wetlands Natural Area) est l'une  des 143 aires naturelles de l'Alberta (Canada).  Cette petite aire protégée de 72 ha est située dans le comté de Cardston, à une trentaine de kilomètres au sud de la ville de Cardston, sur la frontière canado-américaine.  Elle partage ses limites avec le parc provincial de Police Outpost, qui est situé tout juste à l'est de celle-ci.  Elle est administrée par le ministère du Tourisme, des Parcs et des Loisirs de l'Alberta.